# Nicolas Alfonsi
Nicolas Alfonsi (ur. 13 kwietnia 1936 w Cargèse, zm. 16 marca 2020 w Ajaccio) – francuski polityk, samorządowiec i adwokat, poseł do Parlamentu Europejskiego I kadencji, poseł do Zgromadzenia Narodowego i senator.

## Życiorys
Syn Jeana Alfonsiego, korsykańskiego samorządowca. Ukończył studia prawnicze, praktykował w zawodzie adwokata, był też m.in. wiceprezesem urzędu zajmującego się ochroną brzegów morskich. Został członkiem Ruchu Radykałów Lewicy i podobnie jak ojciec zaangażował się w lokalną politykę. Od 1962 do 2001 był merem Piany, od 1962 do 2015 radnym kantonu Deux-Sevi.
W latach 1973–1978 i 1981–1988 zasiadał w Zgromadzeniu Narodowym V, VII i VIII kadencji jako reprezentant departamentu Korsyka Południowa. W 1979 bez powodzenia kandydował do Parlamentu Europejskiego z listy Partii Socjalistycznej. Mandat uzyskał 1 września 1981 w miejsce Françoise Gaspard, przystąpił do frakcji socjalistycznej. Później zasiadał w autonomicznym Zgromadzeniu Korsyki, w 1998 czasowo był jego przewodniczącym, wspólnie z Émile Zuccarellim założył też stowarzyszenie La Corse dans la République. W latach 2001–2014 sprawował mandat senatora, następnie powrócił do działalności samorządowej.
Był żonaty, miał troje dzieci. W 2015 odznaczony Legią Honorową. Zmarł wskutek epidemii wirusa SARS-CoV-2.